# Bomolocha manalis
Bomolocha manalis là một loài bướm đêm trong họ Noctuidae.